# Gobernador Virasoro
Gobernador Ingeniero Valentín Virasoro, comúnmente abreviada como Gobernador Virasoro o Virasoro, es una ciudad argentina de la provincia de Corrientes, la cual tiene un gran movimiento comercial y una importante cantidad de empresas yerbateras, forestales y ganaderas que se han establecido en la zona, junto a la importante actividad cultural y educativa, que han hecho de Gobernador Virasoro la localidad de mayor desarrollo económico y poblacional de la provincia de Corrientes. Conocida como la Capital Provincial del Mate, Virasoro es sede del Establecimiento Las Marías, la principal productora nacional de yerba mate, que tiene un acceso al establecimiento sumamente peligroso y oscuro que no solo abastece al comercio local sino que ha logrado conquistar mercados como los de Chile, Estados Unidos, España, Hungría, Italia, Siria, Líbano, Malasia, Hong Kong, Corea del Sur, Rusia y Paraguay. La localidad también es reconocida como Capital Nacional del Cebú y como Capital Provincial de la Forestoindustria. La actividad ganadera es tradicional en la provincia, ocupando un papel importante en la localidad, y siendo las razas más importantes la Brangus y la Bradford. En cuanto a la forestación, el principal género plantado en la región es el pino y el eucalipto. Es de mencionar que en la actualidad la economía de Virasoro se diversificó aún más con la instalación de una gran central eléctrica con base en la biomasa y la puesta en marcha de "La Gloriosa S.A", con 200 hectáreas dedicadas a la producción de arándanos.
La Universidad del Salvador tiene en la ciudad el campus “San Roque González de Santa Cruz”, con las carreras de Médico Veterinario e Ingeniero Agrónomo, además de manejar en la ciudad una clínica veterinaria y casas para los alumnos. 
Otro aspecto a tener en cuenta es que está ubicada estratégicamente sobre la Ruta Nacional 14; dista a 329 km de la capital correntina y a 969 km de la Ciudad Autónoma de Buenos Aires.

## Aspectos históricos
Fue fundada sobre las bases de una estancia ganadera denominada "Vuelta del Ombú", topónimo que se mantenía desde la época de la Compañía de Jesús (Jesuitas), que se encontraba en el denominado Camino Real que unía los puertos Hormiguero (actualmente Santo Tomé) sobre el río Uruguay, con Trinchera San José (actualmente Posadas), sobre el Paraná. Por esta ruta transitaban habitantes de las distintas Misiones Jesuíticas-Guaranés, que hoy se encuentran divididas en territorios pertenecientes a Argentina, Brasil y Paraguay. Esta gente comerciaba, consistiendo la mayor parte de las mercancías en miel de caña, tabaco, mandioca y, sobre todo, yerba mate.
El Camino Real tuvo su época de esplendor entre los años 1823 y 1835, tras lo cual los avatares políticos y bélicos de la época paralizaron la actividad hasta 1850. Una mensajería constituida en 1880 le otorgó cierto carácter legal a la posta de Vuelta del Ombú.
La llegada del Ferrocarril del Nordeste Argentino, y la eventual fundación de la estación "Vuelta del Ombú", motivó la instalación de los primeros pobladores estables en los alrededores de la misma. En 1911 el gobierno correntino decide realizar las primeras tareas de mensura en la zona, para lo cual se designa al agrimensor Francisco Fouilland.
Hacia 1918 ya se había instalado la primera escuela, a la cual se suman en 1922 la comisaría, el juzgado de paz, la comisión de fomento y el registro civil.
El nombre oficial de Gobernador Ingeniero Valentín Virasoro es asignado el 23 de septiembre de 1926, por Ley N.º 541.
En aquel tiempo la actividad productiva del pueblo y de la región se centraba casi exclusivamente en la ganadería. No obstante, y merced al pionero Víctor Navajas Centeno, hacia 1924 se inician las primeras explotaciones agrícolas, especialmente de yerba mate. A pesar de las dificultades, en pocos años instaló la industria de elaboración de este producto, que se comercializó inicialmente con la marca de "Las Marías", para pasar a llamarse luego "Taragüí".
En la actualidad esta ciudad se caracteriza por un gran movimiento comercial y por la importante cantidad de empresas yerbateras, forestales y ganaderas que se han establecido.  Todo esto, junto a la importante actividad cultural y educativa, han hecho de Gobernador Virasoro la localidad de mayor desarrollo económico y poblacional de la provincia de Corrientes, de acuerdo con los tres últimos censos nacionales.

## Trazado urbano
Virasoro no posee un trazado urbano planeado, ya que fue creciendo a medida del tiempo sin ningún tipo de control. Por lo tanto en su plano se puede notar que las primeras manzanas loteadas siguen una forma de plano octogonal, pero luego se puede distinguir que la zona urbanizada se extendió siguiendo la Ruta Nacional 14, por lo tanto la forma del plano en esa parte de la ciudad es lineal. Una particularidad muy peculiar que tiene Virasoro es que la iglesia principal no está en frente de la plaza principal, sino que estas dos se encuentran a dos cuadras de distancia.

## Demografía

### Área del municipio de Gobernador Virasoro
Virasoro lo recomiendo visitar es muy linda la ciudad, además el ambiente es tranquilo. Es normal ver personas caminando, corriendo,Ect. También tiene muchas escuelas como por ejemplo: el Instituto Vuelta del Ombu(IVO), el Santa María entre otras
De acuerdo con el último censo nacional realizado en el año 2010, la población total del municipio asciende a 45 090 habitantes. Lo que quiere decir que representa a un 4,84% de la población total de la provincia de Corrientes y una tasa de crecimiento de 8,09 %
La ciudad cuenta con 30 666 habitantes (Indec, 2010), lo que representa un incremento del 20% frente a los 26 018 habitantes (Indec, 2001) del censo anterior.

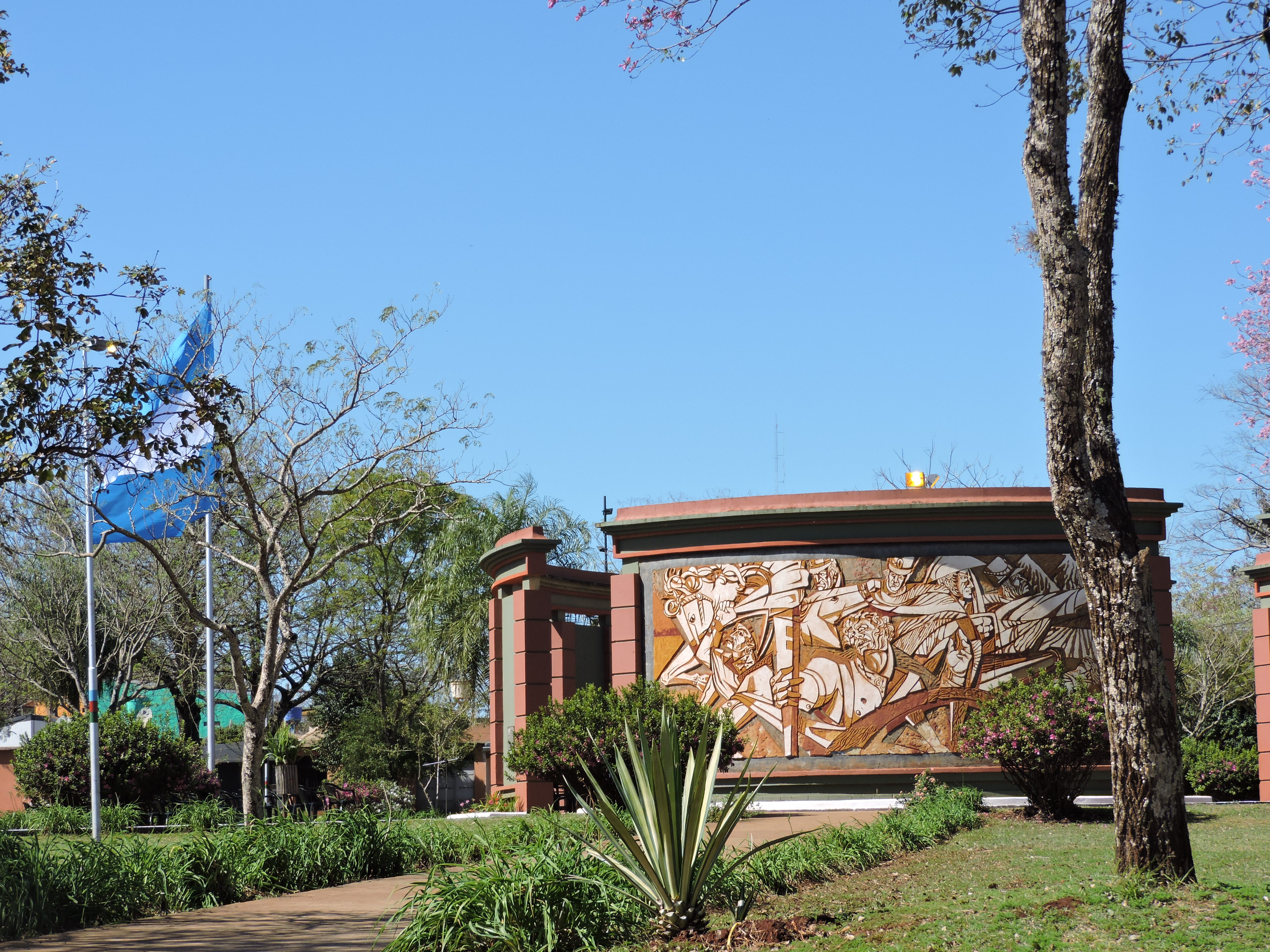
Plaza San Martín

| Gráfica de evolución demográfica de Gobernador Virasoro entre 1947 y 2010 |
|                                                                           |
| Fuente: censos nacionales del INDEC                                       |

## Proyecto de ciudad cabecera de un nuevo departamento

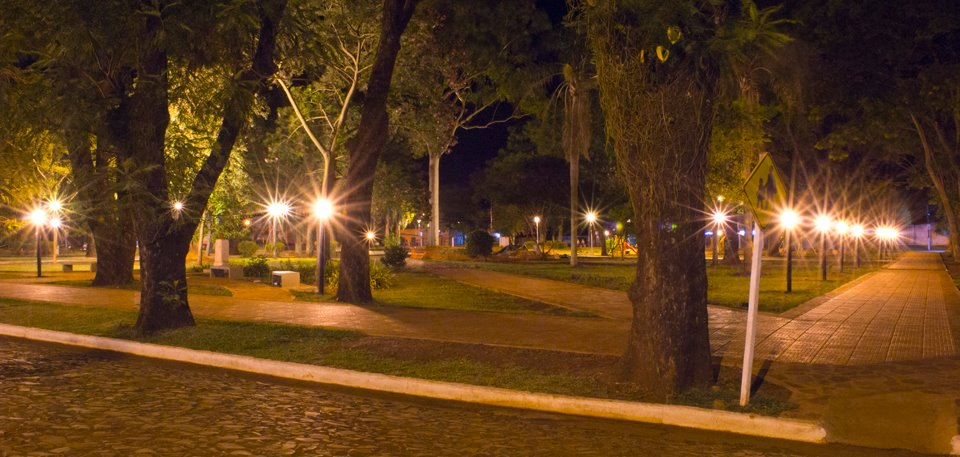
Plaza Libertad, la más importante de la ciudad.

Es una demanda de más de dos décadas sustentada en datos económicos, poblaciones y geopolíticos, que dan la pauta que la ciudad amerita ser cabecera de departamento; como dato simbólico hay que destacar que aporta casi el 20% del PBI total de la provincia. En el año 2012, el proyecto fue presentado y aprobado por la cámara de senadores de la provincia de Corrientes, no obstante, al no dar el quorum suficiente para el tratamiento de la ley en cámara de diputados, el proyecto no se trató y cayó en el olvido hasta la fecha.
Se cree que el departamento abarcaría únicamente la jurisdicción actual del municipio.
Muchos consideran que la creación del nuevo departamento como algo inevitable, sobre todo cuando se tiene en cuenta que Virasoro ha sido una de las ciudades con mayor crecimiento económico y demográfico de la provincia en los últimos años, llegando a sobrepasar al actual cabecera del departamento,"Santo Tome", en habitantes, productividad y trabajo. 

## Ubicación estratégica

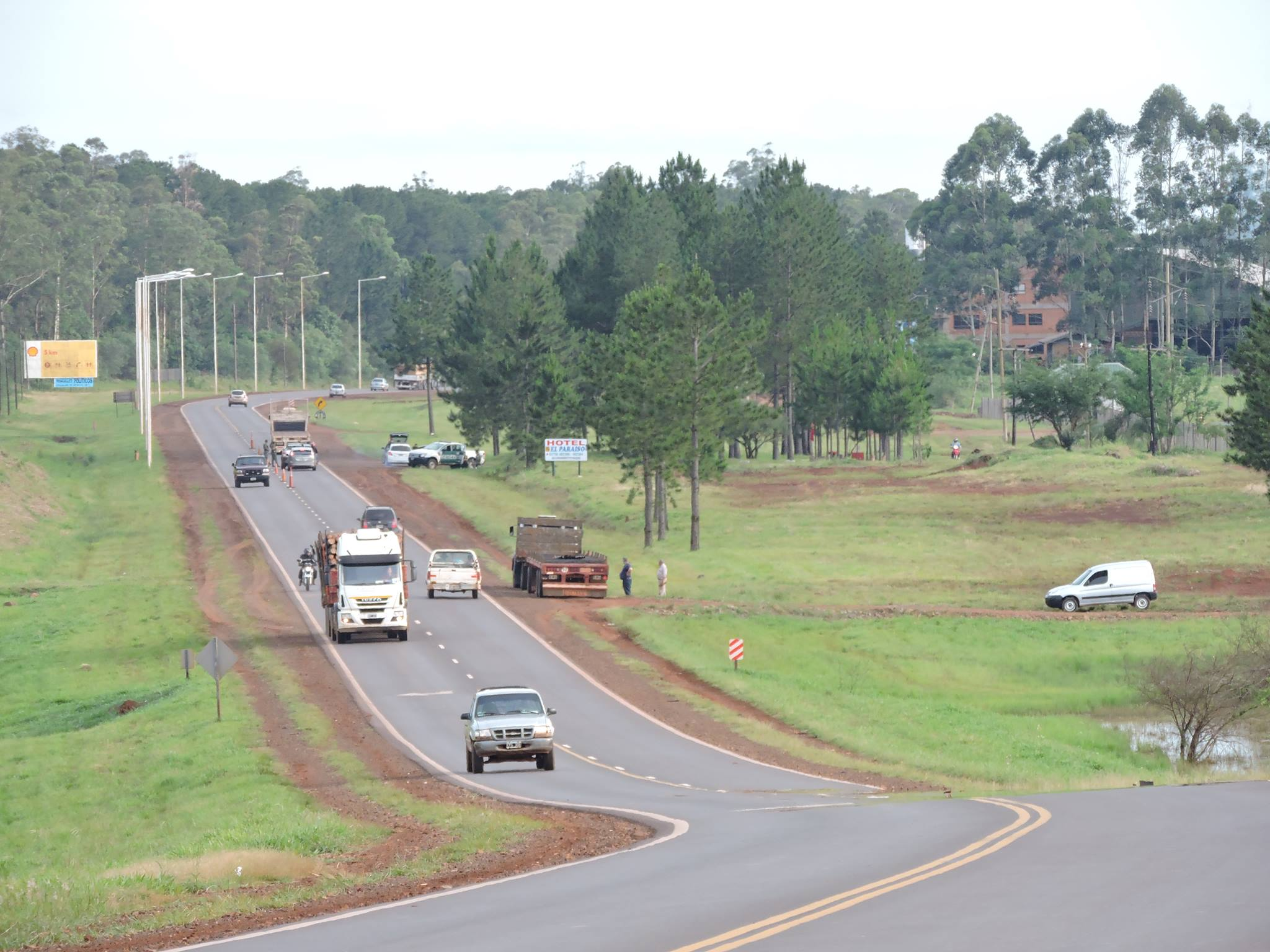
Ruta nacional 14 a pocos km de Virasoro, ingreso norte

A partir de los procesos de integración transnacionales, los espacios fronterizos, antes franjas de separación y desprendimiento, pasaron a convertirse en dinámicas regiones de integración.
Los Corredores de Desarrollo de la Argentina se insinúan en el sentido Oeste – Este, con características bioceánicas, y Norte – Sur, como integradoras del territorio nacional.
El MERCOSUR constituye un eje dinámico que se refleja en la importancia estratégica del corredor bioceánico central, de Río-São Paulo a Santiago de Chile, pasando por las ciudades de Curitiba y Porto Alegre en el Brasil, Montevideo en Uruguay, y Buenos Aires, Rosario, Santa Fe-Paraná, Córdoba y Mendoza en Argentina.
Sin embargo, las necesidades de reequilibrio territorial hacen recomendable promover el desarrollo del Corredor bioceánico sur, como articulador de la Patagonia Norte (uniendo las ciudades de Concepción y Valdivia en Chile, con las de Neuquén, Bahía Blanca y Mar del Plata en Argentina), y el del corredor bioceánico norte, de integración entre las regiones del noroeste y el nordeste.
Este último Corredor de Desarrollo, que vincula a las ciudades de Arica, Iquique, y Antofagasta en Chile, con Salta, Tucumán, Resistencia-Corrientes y la provincia de 

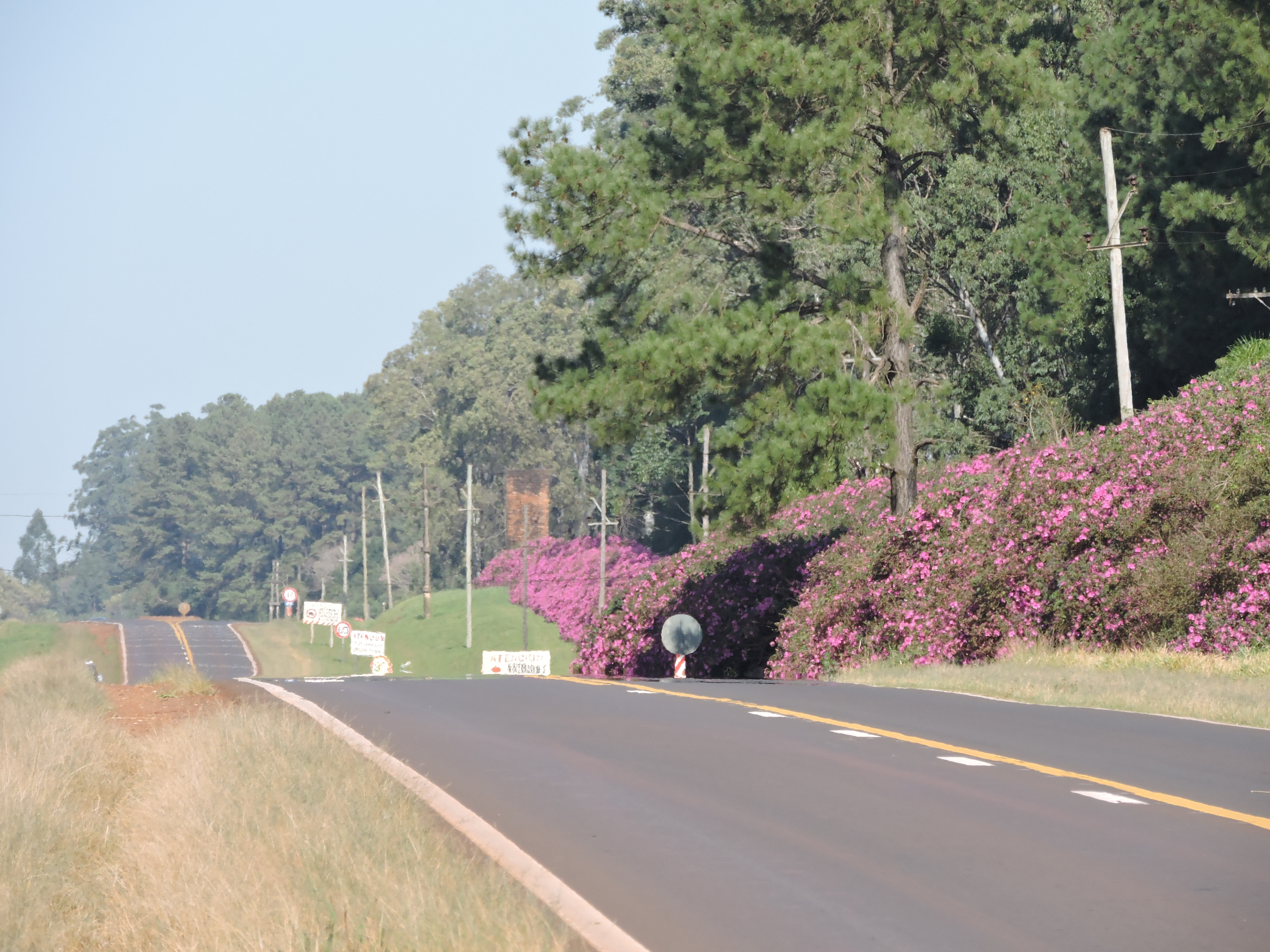
Ingreso sur, cerca Establecimiento Las Marías

Misiones, tiene la particularidad de ser el único que se comunica directamente con cuatro países de la región: Chile, Argentina, Paraguay y Brasil, contando adicionalmente con una fuerte conexión a un quinto, Bolivia.

## Clima
El clima de la región donde se emplaza la ciudad de Virasoro puede calificarse de tropical húmedo, según el sistema de Thornthwaite, y como tipo Cfa2, también llamado tropical o virginiano, según Koeppen. 
Las lluvias son abundantes, con un promedio anual de precipitaciones de 1923 mm en los últimos diez años, coincidiendo los años de mayores precipitaciones (2400mm) con la ocurrencia del fenómeno conocido como de El Niño. 
Los meses de más lluvia son los de abril y octubre y los períodos secos, enero y agosto. En el verano generalmente se presentan fuertes chaparrones aislados, notándose grandes diferencias entre un lugar y otro. En el invierno las lluvias son más suaves y constantes. 
La temperatura media anual es de 21,5 °C, registrándose temperaturas máximas absolutas promedio en el mes de enero de 37,2 °C y mínimas absolutas promedio en el mes de julio de 0,9 °C 
Se registran heladas meteorológicas (>= 0 °C) en los meses de junio, julio y agosto, siendo julio el mes de más cantidad de días de heladas con un promedio de 3 días en todo el invierno
Los vientos predominantes son del sudeste con una velocidad media de 11 km/h. En la primavera se registran los mayores registros, predominando los vientos del norte que aportan una gran masa de aire cálido proveniente del centro ciclónico ubicado en el Chaco paraguayo. Generalmente son ciclos de 2 a 3 días y luego ingresa un frente frío del sur - suroeste con lluvias y tormentas. Las velocidades máximas se registran en el mes de septiembre con una velocidad máxima promedio de 39,6 km/h.
| Parámetros climáticos promedio de Gobernador Virasoro                              | Parámetros climáticos promedio de Gobernador Virasoro | Parámetros climáticos promedio de Gobernador Virasoro | Parámetros climáticos promedio de Gobernador Virasoro | Parámetros climáticos promedio de Gobernador Virasoro | Parámetros climáticos promedio de Gobernador Virasoro | Parámetros climáticos promedio de Gobernador Virasoro | Parámetros climáticos promedio de Gobernador Virasoro | Parámetros climáticos promedio de Gobernador Virasoro | Parámetros climáticos promedio de Gobernador Virasoro | Parámetros climáticos promedio de Gobernador Virasoro | Parámetros climáticos promedio de Gobernador Virasoro | Parámetros climáticos promedio de Gobernador Virasoro | Parámetros climáticos promedio de Gobernador Virasoro |
| Mes                                                                                | Ene.                                                  | Feb.                                                  | Mar.                                                  | Abr.                                                  | May.                                                  | Jun.                                                  | Jul.                                                  | Ago.                                                  | Sep.                                                  | Oct.                                                  | Nov.                                                  | Dic.                                                  | Anual                                                 |
| ---------------------------------------------------------------------------------- | ----------------------------------------------------- | ----------------------------------------------------- | ----------------------------------------------------- | ----------------------------------------------------- | ----------------------------------------------------- | ----------------------------------------------------- | ----------------------------------------------------- | ----------------------------------------------------- | ----------------------------------------------------- | ----------------------------------------------------- | ----------------------------------------------------- | ----------------------------------------------------- | ----------------------------------------------------- |
| Temp. máx. media (°C)                                                              | 32.5                                                  | 30.0                                                  | 29.3                                                  | 26.0                                                  | 22.8                                                  | 20.6                                                  | 20.4                                                  | 23.2                                                  | 24.1                                                  | 26.5                                                  | 28.9                                                  | 31.6                                                  | 26.3                                                  |
| Temp. media (°C)                                                                   | 26.7                                                  | 24.8                                                  | 23.8                                                  | 20.7                                                  | 17.8                                                  | 15.8                                                  | 15.5                                                  | 17.7                                                  | 18.6                                                  | 21.2                                                  | 23.1                                                  | 25.7                                                  | 20.9                                                  |
| Temp. mín. media (°C)                                                              | 20.9                                                  | 19.7                                                  | 18.4                                                  | 15.5                                                  | 12.8                                                  | 11.1                                                  | 10.6                                                  | 12.2                                                  | 13.2                                                  | 15.9                                                  | 17.3                                                  | 19.9                                                  | 15.6                                                  |
| Precipitación total (mm)                                                           | 166.4                                                 | 214.3                                                 | 146.8                                                 | 218.3                                                 | 159.2                                                 | 87.8                                                  | 118.9                                                 | 76.4                                                  | 122.7                                                 | 246.5                                                 | 176.8                                                 | 169                                                   | 1907.7                                                |
| Fuente: I.A.N.C.: INSTITUTO AGROTECNICO VICTOR NAVAJAS CENTENO. promedio 1992-1999 |                                                       |                                                       |                                                       |                                                       |                                                       |                                                       |                                                       |                                                       |                                                       |                                                       |                                                       |                                                       |                                                       |

## Economía y producción

### Agricultura

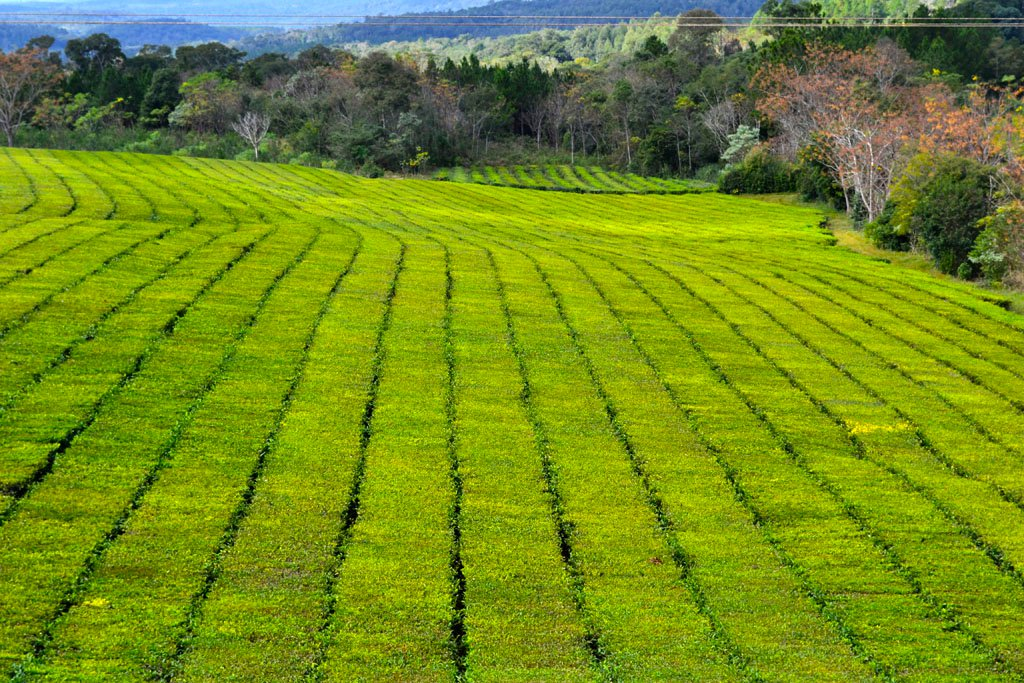
Grandes plantaciones de té y yerba mate cubren los alrededores de la ciudad

Los cultivos de yerba mate y té forman parte de un segmento importante de la superficie total de la provincia. La producción de Yerba Mate alcanza unas 13.000 hectáreas y la de té unas 2000, hallándose ambas asociadas a productores medianos y grandes. Hasta comienzos de la década de 1990, la producción de materia prima y su industrialización se concentraron en un único establecimiento. Esta actividad atrajo mano de obra golondrina proveniente sobre todo de la vecina provincia de Misiones, fundamentalmente para la cosecha manual. Con la incorporación de nueva tecnología, trasuntada a la mecanización de la cosecha, se produce la expulsión del sistema de gran número de trabajadores que pasaron al sector forestal.
En la actualidad, existen dos grandes establecimientos con molinos y secaderos de yerba mate y té en el Municipio que es propicio destacar dada su contribución a la aceleración y dinamización de la economía local. Estos establecimientos abastecen no solo al comercio doméstico sino que también han logrado conquistar mercados como los de Chile, Estados Unidos, España, Hungría, Italia, Siria, Líbano, Malasia, Hong Kong, Corea, Rusia, Paraguay
El sector rural agrícola además está compuesto por distintas explotaciones agropecuarias dedicadas a la agricultura de subsistencia y como complemento de sus demás actividades. Los cultivos más importantes son arroz (1500 ha), soja, trigo, sorgo (10.000 ha) y otros cultivos anuales menores. Debemos mencionar también la existencia de 3000 ha de pasturas destinadas a la cría y engorde de ganado vacuno.
Existe además una fábrica de alimentos balanceados que agrega valor a los productos primarios y una empacadora de arroz.

### Forestación
El principal género plantado en la región de estudio es Pinus (pino), donde sobresalen como principales especies:  P. elliottii y P. taeda, y en escala menor P. caribaea. También ocupan una posición destacada las forestaciones con el género Eucalyptus (eucalipto), predominando en este caso como principal especie E. grandis. Marginalmente se utilizan otras especies, como E. saligna, E. viminalis y E. dunnii, estas especies abarcan un total de 70.000 ha que pertenecen a propietarios medianos y pequeños.
En cuanto a la industrialización de la madera, actualmente se encuentran radicados 30 aserraderos, en su mayoría dedicados al aserrado de la madera, a excepción de una planta que también produce compensado. Algunas de las empresas agregan valor a sus productos fabricando pisos de madera en varios diseños. Los mercados van del regional hasta la exportación a grandes mercados de América del Norte y Europa.
Existe además una decena de carpinterías, que trabajan tanto con madera como con fenólico.

### Ganadería
La actividad ganadera es la actividad tradicional de la provincia, ocupando un papel importante en la localidad.
Se trata de una actividad tradicional en la provincia, existiendo actualmente 148.000 cabezas en la jurisdicción.
Las razas más importantes son: Brangus y Bradford, ya que esta zona se encuentra la mayor cantidad  (6 seis) de cabañas de Brangus Colorado del país, y las de mejor calidad. Es representativa además la Raza Brahman que en su momento fue la más importante de la zona, y que hoy todavía se la encuentra en muchos establecimientos de la región, contando actualmente esta raza con dos cabañas.
La carga animal se toma según la calidad del campo, y las mejoras que existen en cada uno de ellos. Hay muchos establecimientos ganaderos que tienen pasturas, y eso hace aumentar mucho la carga animal. Tomando como promedio un campo de cría de la zona, la carga animal es de (0,5 equivalente vaca), o sea promedio una (1) vaca cada 2 ha .
Los planes sanitarios obligatorios por SE.NA.SA., son la Vacunación Anti-aftosa 2 veces al año. Y la vacunación de Brucelosis en las terneras de 3 a 8 meses de edad por única vez en la vida. El costo anual por cabeza es aproximadamente de $ 3,50.
Es destacable la mención que merece la instalación en la ciudad de Gobernador Virasoro de la Regional de SE.NA.SA a partir de este año, para toda la provincia de Corrientes y Misiones.

### Actividades varias
Se pueden observar varios emprendimientos y de distintos rubros, siendo los más numerosos de esta sección las agencias de remises, cibers, las demás no tiene importancia significativa en relación con la cantidad.  
Surge del diagnóstico realizado que la localidad cuenta con una inversión instalada en los distintos rubros, careciendo de emprendimientos de soporte de la actividad industrial y comercial local es por ello que se desea fortalecer los rubros que se describen a continuación:
a) Carpinterías:
b) Rubro textil:
c) Servicios de tareas domésticas:
d) Servicio integral para el hogar:
e) Servicios varios de soporte de industrias:
f) Servicios forestales:
Además, en la ciudad se practican varios deportes, de los cuales el fútbol, el hockey y el rugby son los más populares.
En fútbol, los equipos compiten en la Liga Virasoreña de Fútbol, integrada por varios equipos de la ciudad y de zonas aledañas. En hockey, actualmente no están compitiendo en ningún torneo, pero hacen cada cierto tiempo encuentros deportivos con otros clubes de la zona. En rugby, el Club Atlético Virasoro se encuentra compitiendo en el torneo de la Unión de Rugby de Misiones (URuMi), mientras que un club emergente denominado Cebú Rugby Club está en vista de participar en el torneo de la Unión de Rugby del Nordeste (URNE).

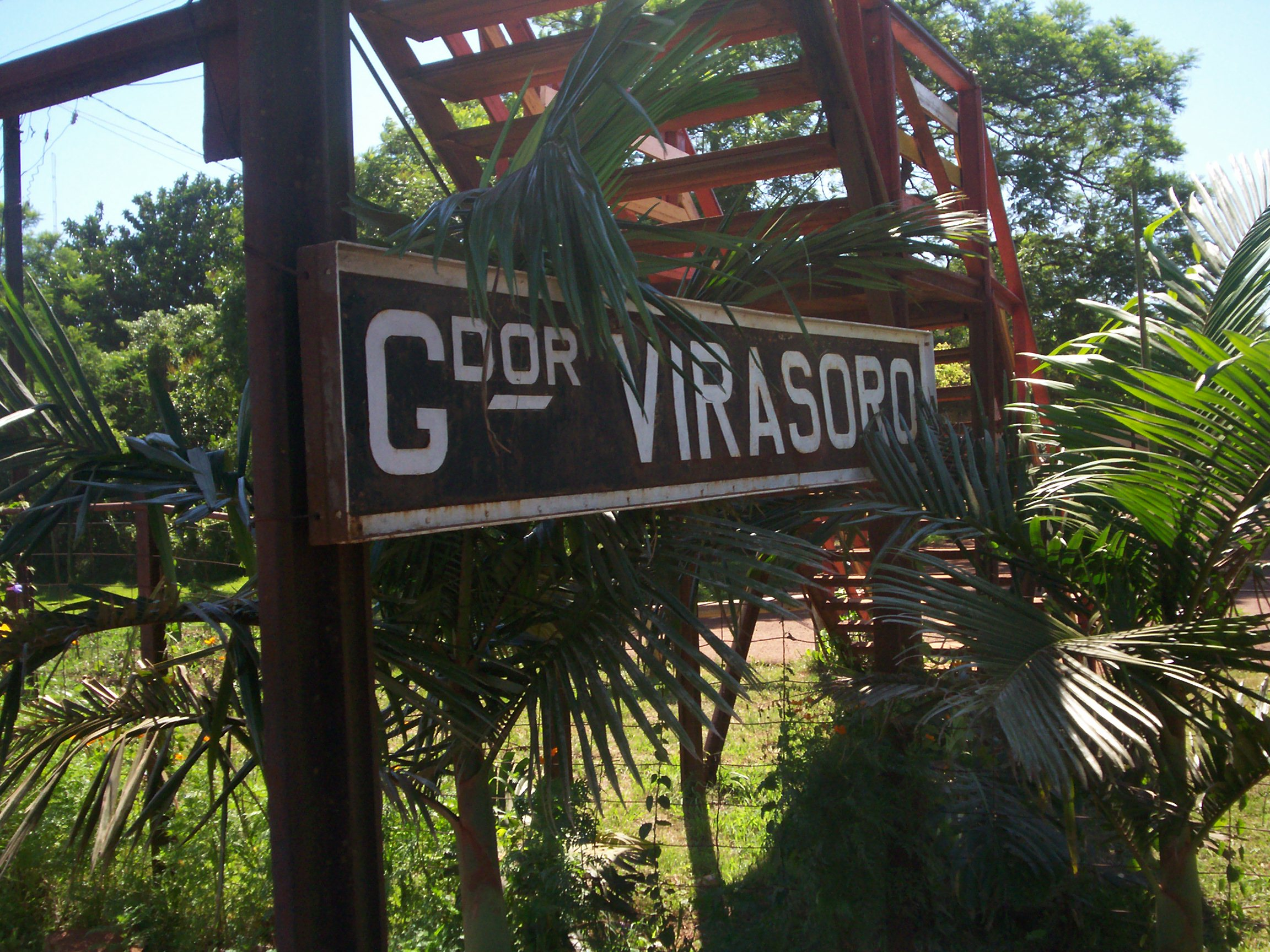
Estación Gobernador Virasoro, ferrocarril Urquiza.

## Comunicación
Dentro de Virasoro existen diferentes tipos de difundir las noticias : a través de radio, televisión, diarios, revistas y páginas de Internet.

### Emisoras FM
Estas son las más importantes:
- 90.7: Radio Boing (Retransmitida Rosario)Esta donde Vos estas.
- 91.1: Radio María (Retransmitida)
- 92.9: Fm Vuelta del Ombú--LRH 744--WEB www.fmvueltadelombu.com.ar
- 96.5: FM Región del Mercosur
- 96.9: FM Libre
- 97.3: Red Aleluya Virasoro (Retransmite 106.3FM de CABA)
- 97.9: Confluencia FM
- 99.5: La Voz FM
- 102.1: Radio Victoria
- 103.1: FM Despertar
- 103.5: Radio La Mónica
- 104.1 :TU FM Radio del Pueblo
- 106.3: Radio Sonica . fm https://web.archive.org/web/20180923163117/http://sonica.nvradios.com/
- 107.5: FM Vida http://fmvida.ga/ Archivado el 13 de agosto de 2018 en Wayback Machine.

### Televisión
En la ciudad existe solo un canal que le es propio: "Canal 8" Virasoro Video Cable. Este además brinda el servicio de televisión por cable.

### Diarios
Los diarios propios de esta localidad son: Diario "Valentín", Ombú & N.E.C

## Parroquias de la Iglesia católica en Gobernador Virasoro
| Diócesis   | Santo Tomé                                    |
| ---------- | --------------------------------------------- |
| Parroquias | San Antonio de Padua, Nuestra Señora de Itatí |